# Spilogona caroli
Spilogona caroli är en tvåvingeart som först beskrevs av Malloch 1920.  Spilogona caroli ingår i släktet Spilogona och familjen husflugor. Inga underarter finns listade i Catalogue of Life.